# Sh2-15
Sh2-15 (également connue sous le nom de RCW 134) est une nébuleuse en émission visible dans la constellation du Scorpion.
Elle est située dans la partie orientale de la constellation, à environ 2° au sud-sud-est du centre galactique, près de l'étoile HD 161840, de magnitude 4,79. Elle s'étend sur environ un degré dans une région obscurcie par la poussière interstellaire, en bordure d'un riche champ d'étoiles. La période la plus propice à son observation dans le ciel du soir se situe entre juin et novembre. Étant dans des déclinaisons modérément méridionales, son observation est facilitée par l'hémisphère sud.
Sh2-15 est une grande région H II située sur le bras du Sagittaire à une distance d'environ 1 500 pc (∼4 890 al). La principale cause de son ionisation serait l'étoile massive HD 161853, une étoile bleue de la séquence principale de classe spectrale O8V,. La région de formation stellaire à laquelle elle appartient est indiquée par les initiales SFR 358.44-1.88. Elle contient une source de rayonnement infrarouge identifiée par IRAS et cataloguée comme IRAS 17463-3128, à laquelle est connecté un maser HO identifié en 1994. Un deuxième maser avec des émissions de CH3OH a été repéré à une courte distance de celui-ci.
Le catalogue Avedisova rapporte également en association avec cette région de formation d'étoiles un amas d'étoiles appelé vdB-Ha 249. la base de données SIMBAD indique cependant que cet objet coïncide avec Terzan 6, un petit amas globulaire distant situé à environ 12 800 pc (∼41 700 al) et ayant un noyau avec une métallicité élevée.
Sh2-15 apparaît en relation avec d'autres régions H II proches, telles que Sh2-16, Sh2-17, Sh2-18, Sh2-19 et Sh2-20, toutes situées à environ 1 500 pc (∼4 890 al) de distance avec l'amas ouvert Cr 347. Ces nébuleuses constitueraient donc une seule grande région de formation d'étoiles située sur le bord extérieur du bras du Sagittaire. Par un effet de perspective, depuis la Terre cette région apparaît exactement superposée à la direction du centre galactique.